# Amfreville-les-Champs (Eure)
Amfreville-les-Champs é uma comuna francesa na região administrativa da Normandia, no departamento de Eure. Estende-se por uma área de 6,5 km². Em 2010 a comuna tinha 466 habitantes (densidade: 71,7 hab./km²).